# جانشینی اولیه

جانشینی اولیه در طول زمان رخ می‌دهد. عمق خاک با توجه به افزایش در تجزیه مواد آلی افزایش می‌یابد و افزایش تدریجی تنوع گونه‌ای در بوم‌سازگان وجود دارد. برچسب‌های I-VII نشان‌دهنده مراحل مختلف جانشینی اولیه هستند. I-برهنه‌سنگ، II-پیشگام (خزه، گلسنگ، جلبک، قارچ)، III-گیاهان علفی یکساله، IV-گیاهان علفی چندساله و چمن، درختچه‌ها V، درختان بردبار به سایه VI، درختان بردبار به سایه VII.

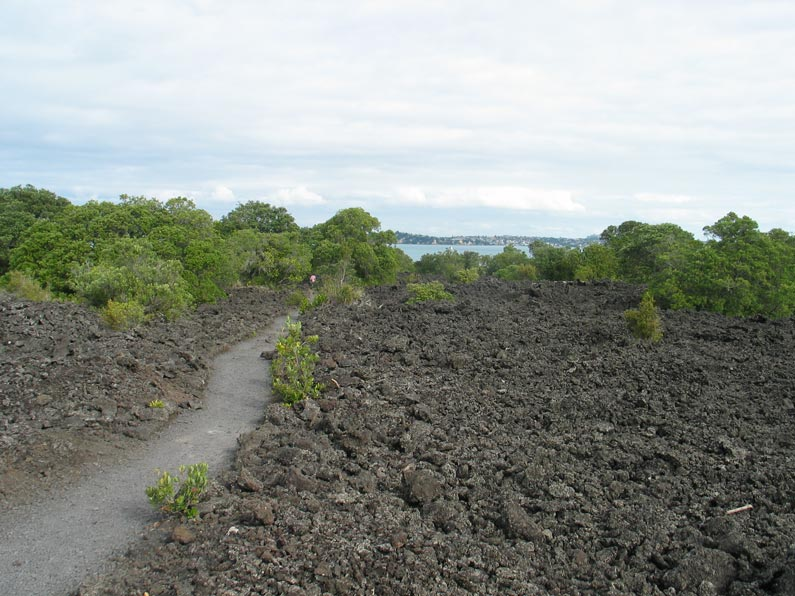
جانشینی اولیه در جزیره Rangitoto

جانشینی اولیه (به انگلیسی: Primary succession)، مرحله آغازین درجانشینی بوم‌شناختی پس از یک آشفتگی شدید است که معمولاً در محیطی عاری از پوشش گیاهی و دیگر جانداران زنده رخ می‌دهد. این محیط‌ها معمولاً بدون خاک هستند، زیرا آشفتگی‌هایی مانند جریان گدازه یا یخچال‌های طبیعی در حال عقب‌نشینی، مواد مغذی محیط را از بین می‌برند.
در مقابل، جانشینی ثانویه روی بسترهایی رخ می‌دهد که در گذشته پوشش گیاهی را پیش از یک آشفتگی بوم‌شناختی پشتیبانی می‌کردند. این پدیده زمانی رخ می‌دهد که آشفتگی‌های کوچک‌تری مانند سیل، طوفان، گردباد و آتش‌سوزی تنها حیات گیاهی محلی را از بین می‌برد و مواد مغذی خاک را برای استقرار فوری توسط گونه‌های جامعه متوسط باقی می‌گذارد.